# كارل ريتر

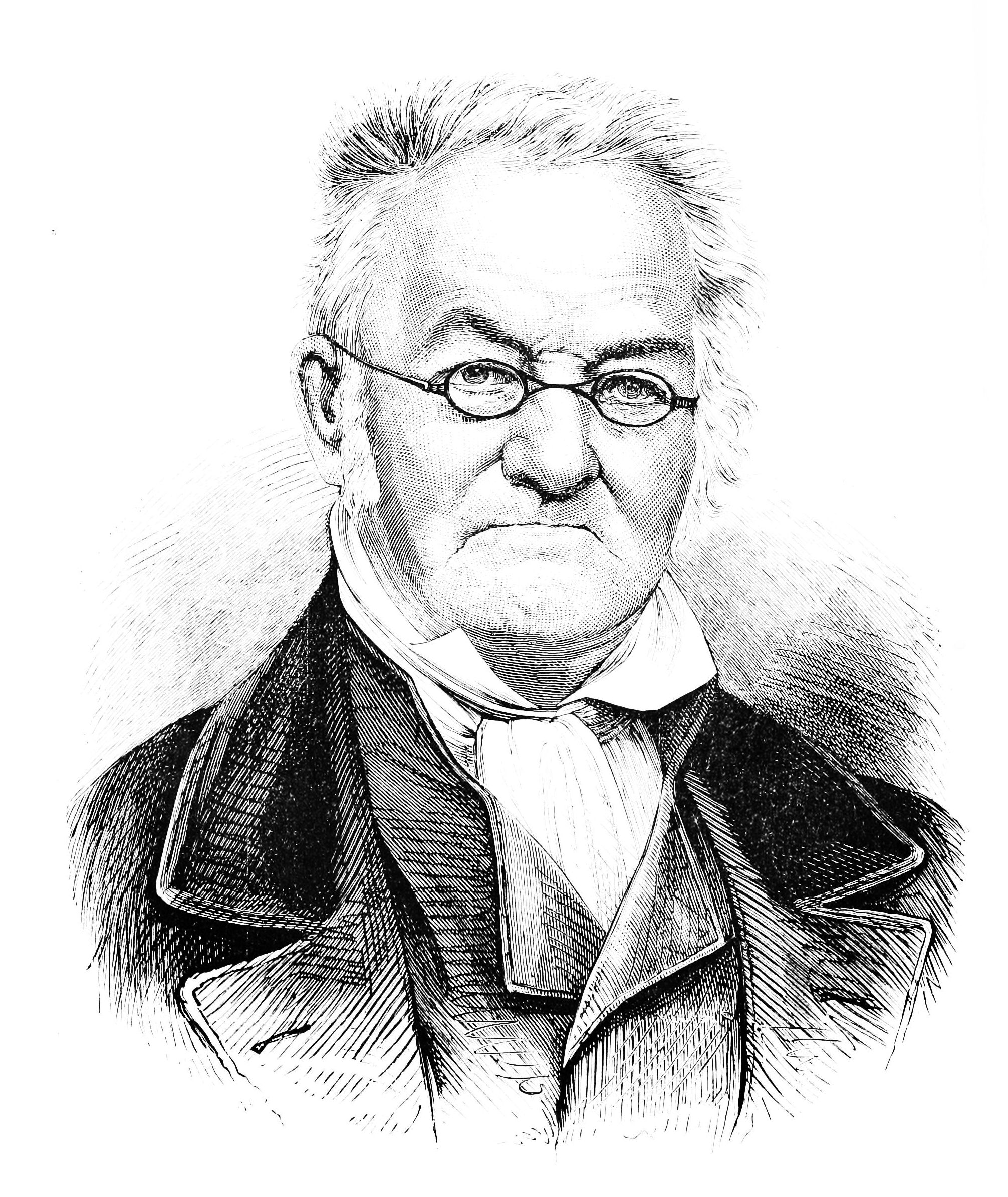
كارل ريتر

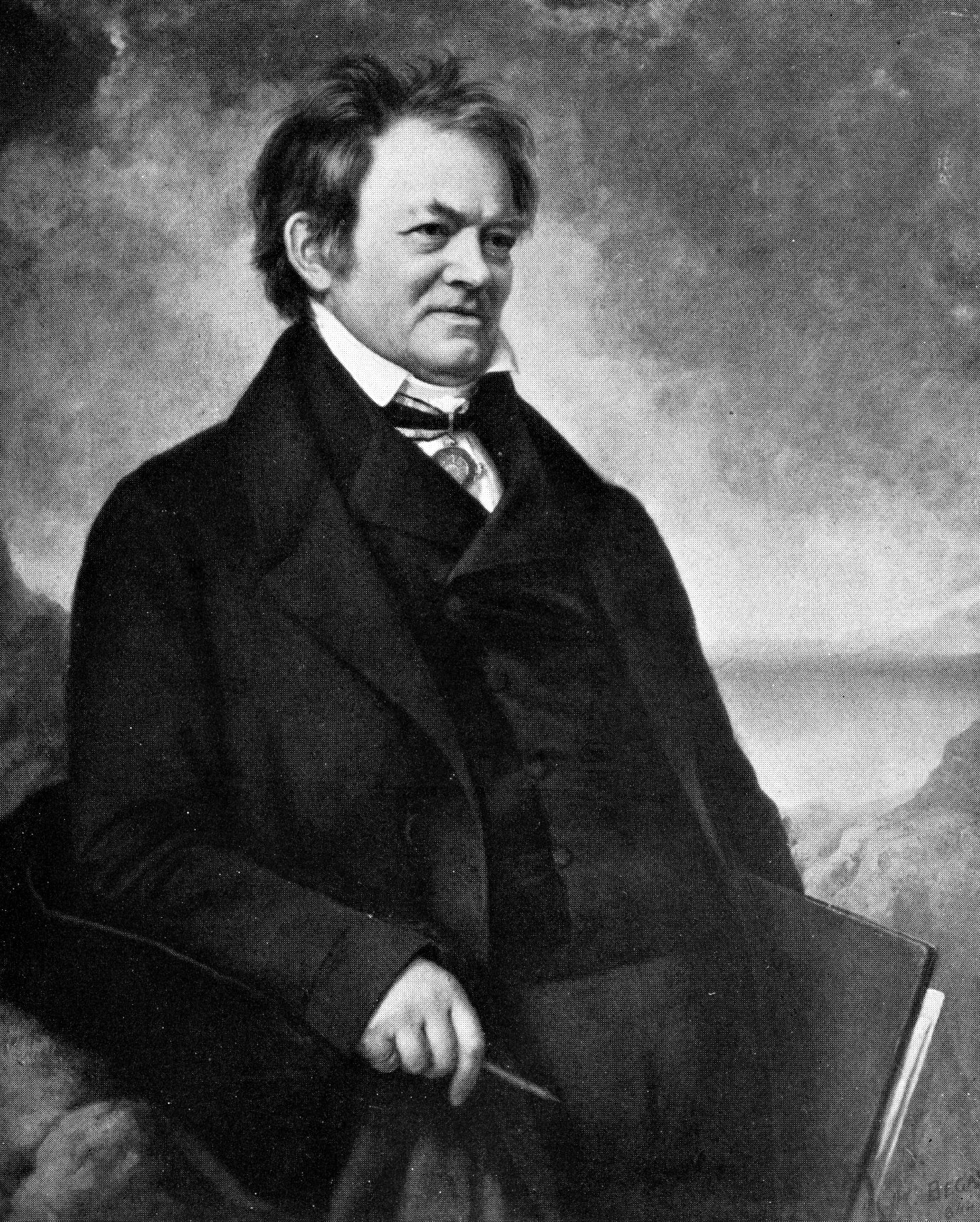
كارل ريتر 1844

كارل ريتر (بالألمانية: Carl Ritter)‏ ولد 7 أغسطس 1779 - 28 سبتمبر 1859، جغرافي ألماني يعد من مؤسسي علم الجغرافيا الحديثة، كما أنه مؤسس الجمعية الجغرافية الألمانية عام 1828م, وواضع أسس الجغرافيا التجريبية شغل منصب مدرس الجغرافيا الأول في جامعة هومبولدت في برلين من 1825 حتى وفاته.

## روابط خارجية
- كارل ريتر على موقع الموسوعة البريطانية (الإنجليزية)